# RIITIIR
RIITIIR ist das zwölfte Album von Enslaved. Es erschien 2012 bei Indie Recordings/Nuclear Blast.

## Entstehung
Die Band arbeitete mehr als ein halbes Jahr an RIITIIR, die Geburt der Tochter des Gitarristen Ivar Bjørnson „fiel mitten in die Songwriting-Phase. Das hat mich ziemlich mitgenommen.“ Ansonsten verliefen die Arbeiten ohne Komplikationen. Bjørnson schrieb die Lieder und erstellte in seinem eigenen Personal Sound Studio Demoaufnahmen, bevor er das Material an die Sänger Grutle Kjellson und Herbrand Larsen schickte, die bei ihren Gesangspassagen „völlig freie Hand“ hatten. Roots of the Mountain wurde auf Bjørnsons Mobiltelefon komponiert. Das Album wurde in Bergen in Bjørnsons Wohnung, das Schlagzeug im Duper Studio und Larsens sowie Arve Isdals Beiträge in den Earshot Studios aufgenommen. Abgemischt wurde das Album durch Jens Bogren in Örebro. Laut Bjørnson war „alles abgeschlossen, als Mitte Juli endlich die Farbe des Cover-Gemäldes getrocknet war.“

## Musikstil und Texte
Die Kompositionen „leben […] mehr als je zuvor vom Kontrast zwischen den rauen Wütereien Grutle Kjellsons und Herbrand Larsens hellem Gesang, zwischen (Rest-)Aggression und Ohrwurm-verdächtiger Eingängigkeit; alles komplex arrangiert“, wobei laut Christoph Meul von metal.de „die beiden konträren Stimmungen, die aggressive und die entspannte, mittlerweile so winzigklein portioniert [sind], dass ihr permanentes Alternieren ihnen kaum noch Raum zur Entfaltung lässt. Etwas viel Raum hingegen wird Larsens weichem Organ gewährt, was zusammen mit dem aufgeräumten Klang zu einigen Momenten gefährlich nah an den Kippen des Kitsches führt, an der schon viele Kapellen in fortgeschrittenen Karrierestadien zerschellt sind.“ Der Klargesang „ist auf dem neuen Werk prominenter als jemals zuvor“. Das Album bringt keine so starken Erneuerungen mit sich wie der Vorgänger Axioma Ethica Odini, „sondern ist stattdessen die viel beschworene „natürliche Weiterentwicklung“ in Nuancen. Was im Fall der Norweger bedeutet, dass sie AXIOMA ETHICA ODINI als Ausgangsbasis genommen und noch etliche Elemente addiert beziehungsweise verstärkt haben.“ Ivar Bjørnson zufolge ist das Album „abwechslungsreicher und in jeder Hinsicht größer […]. Die Melodien sind interessanter, die sanften Passagen schöner, die aggressiven Abschnitte rauer und so weiter.“ Die beiden vorigen Alben seien vielleicht spezialisierter: Vertebrae „zeigte sich direkter, stellte die Metal-Aspekte ENSLAVEDs in den Fokus“, Axioma Ethica Odini „eher die sanfte, introvertierte Seite unserer Musik“. Für ihn repräsentiere RIITIIR „eine Synthese dieser beiden Richtungen – und zugleich beruft es sich mit seinen freieren Strukturen, längeren Liedern und härteren Ausbrüchen auf die Wurzeln der Band“.
Thoughts Like Hammers ist laut Bjørnson „sehr unstrukturiert und verwirrend“ und laut Robert Müller vom Metal Hammer „[e]in subtiles Teil, voller Dynamik, gegen Ende dann sehr melodisch“. Death in the Eyes of Dawn wurde laut Bjørnson zufolge stark von Bathorys Twilight-of-the-Gods-Phase inspiriert, während die Thrash-Metal-Riffs bei Veilburner Müller an Voivod erinnern. Roots of the Mountain enthält laut Bjørnson „die harschesten wie auch softesten Momente“. Das Titellied RIITIIR wird von Bjørnson als Voivod-„Rip-off“ bezeichnet. Das für Enslaved untypische Materal wiederum ist „beeinflusst von Alice In Chains, alten Iron Maiden sowie erneut Bathory“. Storm of Memories ist psychedelisch und krautrock-beeinflusst.<mh92012/> Forsaken enthält eine Electronica-Passage, die „einer wüsten Prügelattacke das Ende bereitet und überleitet auf den nahezu längsten, ruhigsten und eindringlich-intensivsten Song-Teil, den Enslaved je verfasst haben“.
Es handelt sich bei RIITIIR um ein Konzeptalbum. Es beschäftigt sich mit menschlichen Riten und Gemeinsamkeiten alter Kulturen. Der Name ist ein von der Band erfundenes, von den englischen Begriffen rites ‚Riten‘ und rituals ‚Rituale‘ abgeleitetes und an nordische Sprachen angelehntes Kunstwort und steht „formelhaft und einfach ausgedrückt“ für „die Riten der Menschheit“. Laut Bjørnson wollte die Band „ein Wort, das auf verzerrte Art den ritualistischen Charakter unserer Musik wiedergibt […] Es entstammt keiner Sprache, sondern es ist symmetrisch und öffnet den Geist, indem es viele Gedanken einlädt, statt alle zugunsten einer klaren Aussage auszuschließen – und gibt doch die Richtung vor.“ Die Liedtexte sind „mittels eines Konzepts lose verbunden, das sich mit den Instinkten befasst, die die Menschen in vormonotheistischer Zeit hatten“. Die Band betrachtet auf diesem Album „Gemeinsamkeiten, die man in sehr verschiedenen Kulturen und Mythologien auf der ganzen Welt finden kann. Menschen aus völlig anderen Winkeln der Welt, ohne Kontakt miteinander, scheinen fast exakt die gleichen Götter, die bestimmte Kräfte symbolisieren, geteilt zu haben – lediglich unter anderen Namen. So kann man sagen, dass wir eine uralte, metaphysische Geisteswelt teilten, die gleichen irrationalen Ängste und den gleichen Hang zu etwas Größerem, Göttlicherem als die Menschheit selbst.“ Laut Robert Müller waren „[d]ie Worte bei Enslaved […] oft genug ein, formulieren wir es höflich, schwer zu durchschauendes hermetisches Gebilde aus nordisch-mythologischen Motiven, die sich bei genauem Nachlesen jeglicher tieferen Bedeutung verweigern“; Bjørnson entgegnete, laut Müller „etwas pikiert“: „In der Welt unserer Musik ergeben sie Sinn“, aber er wisse, was Müller meine. Worte seien „nunmal nur schwer geeignet, diesen Blick in den Spiegel, den wir mit unserer Musik betreiben, zu beschreiben. Falls es beruhigt: Es gibt kein großes esoterisches Konzept bei diesem Album. ‚Thoughts Like Hammers‘, der erste Song, steckt noch am ehesten das ab, was man als roten Faden bezeichnen könnte. Es klingt vom Titel nach Nietzsche, ‚mit dem Hammer philosophieren‘ und all das, aber es ist primitiver: Es geht um Thor und das, was er verkörpert – Zerstörung, um Neues aufbauen zu können, das Zerbrechen von Mustern, um neu denken zu können. ‚Materal‘ bildet dazu gewissermaßen den Gegenpol; die Freya zu Thor, die feminine zur maskulinen Seite, die sagt, das gedeihen zu lassen, was wird.“

## Rezeption
Meul vergab 7 von 10 Punkten. Er vermisste „den großen, alles rund machenden Spannungsbogen – schlicht und einfach deshalb, weil nicht einmal zwei, drei Lieder (so einnehmend einige auch für sich genommen sein mögen) Fisch oder Fleisch sind, keines ausschließlich auf die Zwölf donnert oder komplett ruhig gehalten ist“. Er war „[b]eim ersten Durchgang […] doch etwas enttäuscht, aber nach und nach realisierte ich, dass es besser ist, als der erste Eindruck glauben machen wollte – mit seinen Kontrasten zwischen harten und sanften Passagen und einigen starken atmosphärischen Refrains“. Auch Kjellson selbst äußerte, er habe beim ersten Hören „gedacht, dass das Album wenig kann“, die Band sei aber „mittlerweile sehr stolz auf das Resultat“. Im Metal Hammer wurde das Album wie schon das vorhergehende Album des Monats. Petra Schurer vergab 6 von 7 Punkten und schrieb, die Platte hinterlasse den Hörer „nicht so atemlos-staunend wie AXIOMA ETHICA ODINI, sondern ist stattdessen die viel beschworene ‚natürliche Weiterentwicklung‘ in Nuancen“.

## Titelliste
1. Thoughts Like Hammers – 9:30
2. Death in the Eyes of Dawn – 8:17
3. Veilburner – 6:46
4. Roots of the Mountain – 9:16
5. RIITIIR – 5:26
6. Materal – 7:48
7. Storm of Memories – 8:58
8. Forsaken – 11:15